# 신단수
태백산 신단수(太白山 神壇樹)는 단군 신화에 등장하는 나무로, 환웅이 지상으로 내려온 장소라 한다.

## 참고 하기
- 신단수(神壇樹)